# José Ignacio Castillo
José Ignacio Castillo Álvarez (Laprida,  Argentina, 11 de abril de 1975) es un exfutbolista argentino que se desempeñaba en la posición de delantero. 

## Trayectoria

### Serie D
Un prolífico delantero, se inició en Huracán de Tres Arroyos. Luego, estudiaba para ser contador y jugaba para el Independiente de Tandil, cuando en 2001 a través de unos amigos le llegó la oportunidad para probarse en el fútbol italiano. Fichó por el Brindisi de la Serie D, contribuyendo al ascenso del equipo a la Serie C2 gracias a sus 15 goles en 23 partidos. A pesar de esto, inicialmente no logró probar suerte en el fútbol profesional, debido a no contar con el pasaporte comunitario, optando por firmar por el ACD Nardò de la Serie D de Apulia, en donde marcó 17 goles. El año 2003 fichó para la Vigor Lamezia, donde marcó 24 goles en 32 partidos.

### Gallipoli y nacionalidad italiana
En 2004, regresó a Apulia para unirse al recién ascendido a la Serie D Città di Gallipoli, club que contaba con un ambicioso proyecto. El delantero contribuyó a los dos ascensos consecutivos del equipo gracias a 40 goles en 55 partidos, pudiendo participar en la Serie C2 durante la temporada 2005-06 tras obtener un pasaporte italiano a la edad de 29 años.

### Serie B
Para la temporada 2006-07, se acordó su cesión al Frosinone Calcio de la Serie B, no logrando un gran impacto tras marcar 5 goles en 30 partidos y siendo principalmente un suplente en toda la campaña. La temporada siguiente fichó en el Pisa, debutando con dos goles en su primer partido ante el Bari. Al final de la temporada, se ubicó en el quinto lugar en la tabla de goleadores, luego de anotar un total de 21 goles.

### Serie A
En agosto de 2008 fue fichado por el US Lecce, equipo recientemente ascendido a la Serie A, regresando así a la Península salentina. Fue fichado por 1,6 millones de euros, firmando contrato por tres temporadas. Con los giallorossi marcó 7 goles en 29 partidos, debutando en la Serie A contra el Torino el 31 de agosto de 2008.
El 20 de julio de 2009 ficha por la Fiorentina, firmando por 1 millón de euros un contrato por dos temporadas.Debutó en competencias europeas el 9 de diciembre de 2009, sustituyendo en el minuto 83 a Lorenzo De Silvestri en el partido ante el Liverpool F. C., en la victoria del cuadro viola por 2:1. El 10 de enero de 2010, anotó un crucial gol para sellar una victoria por 2:1 ante el Bari, en partido válido por la Serie A.

### Bari y Trapani
El 15 de enero de 2010, el Bari fichó al delantero argentino procedente de la ACF Fiorentina cedido hasta fin de temporada por 300.000 euros. Al final de la temporada fue fichado por Bari en un contrato definitivo por 500.000 €, firmando por dos temporadas. Tras finalizar su contrato, anunció su retiro del juego para iniciar una carrera como entrenador; sin embargo, revirtió su decisión más tarde, en abril de 2013, aceptando un contrato a corto plazo hasta el final de la temporada con el Trapani de la Lega Pro Prima Divisione, que buscaba un delantero de emergencia para fortalecer sus esperanzas de ascenso. Tuvo participación en tres partidos sin goles, aunque Trapani ganó el título de liga.

## Clubes
| Club                        | País      | Año       |
| --------------------------- | --------- | --------- |
| Jorge Newbery (Laprida)     | Argentina | 1992-1995 |
| Indio Rico                  | Argentina | 1996-1998 |
| Huracán de Tres Arroyos     | Argentina | 1998-2000 |
| Independiente de Tandil     | Argentina | 2000-2001 |
| Brindisi                    | Italia    | 2001-2002 |
| ACD Nardò                   | Italia    | 2002-2003 |
| Vigor Lamezia               | Italia    | 2003-2004 |
| Città di Gallipoli          | Italia    | 2004-2007 |
| → Frosinone Calcio (cedido) | Italia    | 2006-2007 |
| Pisa S. C.                  | Italia    | 2007-2008 |
| U. S. Lecce                 | Italia    | 2008-2009 |
| Fiorentina                  | Italia    | 2009-2010 |
| → Bari (cedido)             | Italia    | 2010      |
| Bari                        | Italia    | 2010-2012 |
| Trapani                     | Italia    | 2013      |

## Palmarés

### Campeonatos regionales
| Título                                | Club                        | País      | Año  |
| ------------------------------------- | --------------------------- | --------- | ---- |
| Liga Lapridense Apertura              | Club Atlético Jorge Newbery | Argentina | 1994 |
| Liga Lapridense Final Anual           | Club Atlético Jorge Newbery | Argentina | 1994 |
| Liga Lapridense Clasificación         | Club Atlético Jorge Newbery | Argentina | 1995 |
| Liga Lapridense Apertura              | Club Atlético Jorge Newbery | Argentina | 1995 |
| Liga Lapridense Clausura              | Club Atlético Jorge Newbery | Argentina | 1995 |
| Interligas-Federación Sur             | Club Atlético Jorge Newbery | Argentina | 1995 |
| Liga Regional Tresarroyense de fútbol | Huracán TA                  | Argentina | 1998 |
| Liga Regional Tresarroyense de fútbol | Huracán TA                  | Argentina | 1999 |
| Liga Tandilense de fútbol             | Independiente de Tandil     | Argentina | 2000 |

### Campeonatos nacionales
| Título                               | Club               | País   | Año     |
| ------------------------------------ | ------------------ | ------ | ------- |
| Serie D                              | Brindisi           | Italia | 2001-02 |
| Serie D                              | Città di Gallipoli | Italia | 2004-05 |
| Lega Pro Seconda Divisione (Grupo C) | Città di Gallipoli | Italia | 2005-06 |
| Coppa Italia Serie C                 | Città di Gallipoli | Italia | 2005-06 |
| Lega Pro Seconda Divisione (Grupo A) | Trapani            | Italia | 2012-13 |